# Kyle Smaine
Kyle Smaine (Apple Valley (Californië), 27 juni 1991 – Nagano (prefectuur), 29 januari 2023) was een Amerikaanse freestyleskiër, die was gespecialiseerd op het onderdeel halfpipe.

## Carrière
Bij zijn wereldbekerdebuut, in januari 2009 in Park City, scoorde Smaine direct wereldbekerpunten. In maart 2013 behaalde hij in de Spaanse Sierra Nevada zijn eerste toptienklassering in een wereldbekerwedstrijd. Op de wereldkampioenschappen freestyleskiën 2015 in Kreischberg veroverde de Amerikaan de wereldtitel in de halfpipe. Op 19 januari 2018 boekte Smaine in Mammoth zijn eerste wereldbekerzege. Aan het eind van het seizoen 2017/2018 beëindigde hij zijn carrière.
Smaine overleed op 31-jarige leeftijd in Japan nadat hij met een groep skiërs in een lawine verzeild was geraakt.

## Resultaten

### Wereldkampioenschappen
| Jaar | Plaats      | Resultaten |
| ---- | ----------- | ---------- |
| 2015 | Kreischberg | Halfpipe   |

### Wereldbeker
Eindklasseringen
| Seizoen   | Algm | HP  |
| --------- | ---- | --- |
| 2008/2009 | 125e | 24e |
| 2011/2012 | 169e | 27e |
| 2012/2013 | 99e  | 24e |
| 2013/2014 | 221e | 42e |
| 2014/2015 | 52e  | 8e  |
| 2016/2017 | 98e  | 14e |
| 2017/2018 | 53e  | 9e  |

Wereldbekerzeges
| Datum           | Plaats  | Onderdeel |
| --------------- | ------- | --------- |
| 19 januari 2018 | Mammoth | Halfpipe  |